# Tautavel
Tautavel település Franciaországban, Pyrénées-Orientales megyében. Lakosainak száma 911 fő (2022. január 1.). Tautavel Cucugnan, Padern, Paziols, Vingrau, Cases-de-Pène, Estagel és Maury községekkel határos.

## Népesség
A település népessége az elmúlt években az alábbi módon változott:
| Lakosok száma | 878  | 877  | 892  | 866  | 860  | 859  | 854  | 877  | 911  |
|               | 2013 | 2015 | 2016 | 2017 | 2018 | 2019 | 2020 | 2021 | 2022 |

## Régészet
A mai Tautavel falu közelében található Caune de l'Arago nemzetközi szinten ismert helyszín, amely 1963 óta régészeti ásatások tárgya. Ez a völgyre néző, magasan fekvő barlang fontos őskori lelőhelynek ad otthont.
Hét évig tartó módszeres ásatások után, 1971 júliusában Henry de Lumley professzor csapata egy emberi koponya (egy arc és egy homlok) darabjait találta meg, amelyek mintegy 350 000 évesek voltak. A húszéves korú Tautavel férfi 1,60 m magas volt. Ez a Homo heidelbergensis az első európaiak összes jellegzetességével rendelkezett: hátráló homlok, dudor a szemgödrök felett, kiemelkedő arccsontok és kiálló állkapocs.
Azóta az éves ásatások során több mint 100 további emberi fosszíliát tártak fel.[forrás?]